# Mineral (roman)
Mineral (2015) este un roman science fiction scris în colaborare de autorii români Dănuț Ungureanu și Marian Truță. Deși considerat o continuare a volumului de succes Vegetal, are ca punct comun cu acesta doar o referință și imaginarea unui viitor distopic, în care omenirea descoperă o metodă de contopire cu pietrele.

## Intriga
Northern Symioottinen este una dintre corporațiile care încearcă să le ofere oamenilor o evadare din rutina cotidiană, sub forma fuziunii cu asteroizii. Toate decepțiile vieții, toate nemulțumirile pot fi astfel lăsate deoparte, iar răsplata este una pe măsură: nemurirea. Mai mult decât atât, revoluționara tehnologie deschide poarta către călătoriile spațiale pe distanțe uriașe, deoarece lungimea vieții umane nu mai reprezintă un obstacol.
Cu toate acestea, un litostazic pe nume Cruz Webber renunță la contractul încheiat cu corporația și se refugiază pe Pământ, în Ciscarpatica. Acolo, în munți, el ascunsese în tinerețea lui o comoară, cu care dorește să-i plătească pe pirații spațiali de pe flyreiserul Adelaide pentru a-l ajuta s-o elibereze din asteriod pe iubita lui, Lil de Vries. Contactul lui pe pământ, umbra Achim, îl trădează, dar Webber reușește să-l neutralizeze și să rămână în posesia comorii.
Paul Drexler, unul dintre executivii de la Northern Symbiootinen, îl contactează pe jägterul Gerti Novak și-i cere să-l găsească și să-l lichideze pe Webber. Vânător experimentat, acesta adună toate datele de care are nevoie pentru a da de urma celui căutat. După ce-l capturează, își dă seama că Northern Symbioottinen nu dorește să lase în viață nicio persoană care poate ști despre acel incident - deci nici pe el. Astfel, descoperă că procedeul promovat de corporație nu este nici pe departe atât de idilic pe cât îl prezintă propaganda. În simbioza lor cu piatra, oamenii nu scapă de problemele pe care le au, ci acestea îi vor tortura o eternitate. Mai mult, ploile de meteoriți din ultimii ani se justifică prin încercarea de a crea panică și catastrofe, permițând astfel corporației să apară pe post de salvator.
Novak îl ajută pe Webber să ajungă la punctul de întâlnire cu echipajul flyreiserului Adelaide. Pirații își încasează plata și-l duc pe Webber la locul în care ar fi trebuit să se afle Lil. Din nefericire, o revoltă desfășurată la bordul asteroidului-navă 9969 Braille - expediția trimisă într-o călătorie dincolo de granițele sistemului solar - a dus la un accident cosmic în urma căruia asteroizii din regiune s-au ciocnit și au pornit pe traiectorii imposibil de precizat. Prin urmare, Lil rămâne pierdută undeva, în spațiu. Tomas Isahagian, tehnician pe 9969 Braille, reușește să pună capăt revoltei și să ducă mai departe misiunea omenirii de colonizare a spațiului.

## Personaje
- Cruz Webber - litostazic evadat, care încearcă să-și elibereze iubita din fuziunea cu un asteriod
- Gerti Novak - jägter angajat de Northern Symbioottinen să-l lichideze pe Webber
- Tomas Isahagian - tehnician de pe asteroidul-navă 9969 Braille, trezit din hibernare pentru a ajuta echipajul să preia controlul asupra computerului de bord, controlat de litostazici
- Achim - umbră din Ciscarpatica, om de legătură al lui Webber pe Pământ
- Paul Drexler - executiv la Northern Symbioottinen, cel care-l angajează pe Novak
- Simone Freitas - tehnician pe 9969 Braille, conducătoarea rezistenței împotriva litostazicilor care controlează asteroidul
- Lil de Vries - litostazică de care este îndrăgostit Webber și pe care acesta vrea s-o elibereze de comuniunea cu piatra
- K. Speer-Leblanc - conducătorul Northern Symbioottinen
- Bussier - conducătorul flyreiserului Adelaide
- Cien Cienfuegos - subaltern al lui Bussier, om de legătură al lui Webber în spațiu